# Trung tâm Quốc tế Nghiên cứu và Phát triển Công nghệ định vị sử dụng vệ tinh
Trung tâm Quốc tế Nghiên cứu và Phát triển Công nghệ định vị sử dụng vệ tinh Đông Nam Á (tên đầy đủ Tiếng Anh: Collaboration Centre for Research and Development on Satellite Navigation Technology in South East Asia viết tắt là NAVIS). NAVIS đã được thiết kế và thiết lập bởi dự án SEAGAL, một hành động được đồng tài trợ bởi Dự án Khung Nghiên cứu thứ 7 của Ủy ban châu Âu. NAVIS tọa lạc tại Đại học Bách khoa Hà Nội. Trung tâm có bốn tổ chức hỗ trợ bao gồm: Politecnico di Torino (Polito-Italy), Istituto Superiore Mario Boella (ISMB - Italy), Đại học Politècnica de Catalunya (UPC - Tây Ban Nha) và Đại học Bách khoa Hà Nội (HUST - Vietnam).

## Sứ mệnh
Nhiệm vụ của NAVIS là hoạt động như một thực thể liên kết giữa Châu Âu và Đông Nam Á trong lĩnh vực hệ thống vệ tinh điều hướng toàn cầu (GNSS). NAVIS nhằm mục đích giảm bớt sự liên kết chéo giữa các nước châu Âu và các nước Đông Nam Á nhằm thúc đẩy công nghệ hệ thống vệ tinh định vị toàn cầu của châu Âu và củng cố sự hợp tác quốc tế giữa các cầu thủ.

## Chức năng
- Thúc đẩy hợp tác giữa hai khu vực về các hoạt động chung trong nghiên cứu, đào tạo, chuyển giao công nghệ và giáo dục.
- Góp phần truyền bá kiến thức về các sáng kiến của châu Âu trong lĩnh vực GNSS ở Đông Nam Á thông qua các hoạt động nâng cao nhận thức và phổ biến ở các cấp khác nhau từ các cơ quan nhà nước và các công ty tới công chúng.
- Tăng cường hợp tác giữa các tổ chức châu Âu và Đông Nam Á.
- Cung cấp hỗ trợ cho các cơ quan công cộng và các nhà hoạch định chính sách của Vùng trong việc đánh giá các vấn đề kỹ thuật liên quan đến GNSS liên quan đến các quy định và định nghĩa của tiêu chuẩn.

## Tổ chức Trung tâm
Trung tâm Hợp tác được tổ chức theo các phần, mỗi nhóm có một khu vực hoạt động cụ thể. Các cơ quan quản lý của Trung tâm hợp tác bao gồm:
- Hội đồng các cơ quan hỗ trợ: Hội đồng các thể chế hỗ trợ được thành lập bởi một đại diện cho mỗi tổ chức hỗ trợ. Các cuộc họp của Hội đồng Quản trị được tổ chức thường xuyên trên cơ sở sáu tháng. Nhiệm vụ của Hội đồng Quản trị là (i) Tham gia vào các cuộc hẹn của Giám đốc, Phó Giám đốc, thành viên của Uỷ ban Khoa học; (ii) phê duyệt các vấn đề tài chính và báo cáo hàng năm của Trung tâm; và (iii) phê duyệt các thể chế hỗ trợ mới có thể.
- Ban chấp hành: Giám đốc và Điều phối viên quốc tế tạo thành Ủy ban. Họ được bổ nhiệm bởi Chủ tịch của Trường Đại học Bách khoa Hà Nội. Nhiệm vụ của Ban Chấp hành là (i) quản lý mọi hoạt động của Trung tâm; (ii) quản lý và giám sát tất cả các Phòng trong Trung tâm; (iii) chuẩn bị các báo cáo và kế hoạch hàng năm của Trung tâm.
- Ủy ban Khoa học: Ủy ban Khoa học được thành lập bởi tối đa là 15 thành viên. Các thành viên của Uỷ ban Khoa học do Hội đồng Hỗ trợ chỉ định trong thời gian ba năm và có thể được bổ nhiệm lại. Uỷ ban khoa học cho phép tư vấn khoa học và hướng dẫn cho các hoạt động của Trung tâm Hợp tác. Uỷ ban Khoa học xem xét báo cáo khoa học do Ban chấp hành chuẩn bị và phê duyệt. Tại thời điểm này, các thành viên của Hội đồng các Tổ chức Hỗ trợ thành lập Uỷ ban Khoa học.

## Hoạt động

### Hoạt động chung
Các hoạt động liên quan đến GNSS được thực hiện trong NAVIScould được chia thành 5 nhóm chính:
Awarenes: Một nhiệm vụ quan trọng của NAVIS là làm trọng tâm để giữ cho tất cả các bên liên quan liên quan nhận thức đầy đủ về những gì đang diễn ra trên thế giới GNSS và các ứng dụng có liên quan.
Giáo dục: Đối với những gì liên quan đến giáo dục, NAVIS sẽ chủ yếu hoạt động ở trình độ học vấn cao hơn. Trung tâm sẽ cung cấp hỗ trợ cho Đại học Bách khoa Hà Nội trong việc cung cấp các khóa học và chương trình giảng dạy trong lĩnh vực GNSS cũng như các cơ hội đào tạo ở cấp tiến sĩ. NAVIS sẵn sàng hợp tác với bất kỳ trường đại học nào của Việt Nam cung cấp hoặc sẵn sàng cung cấp giáo dục trong lĩnh vực GNSS.
Đào tạo: Các hoạt động đào tạo là một phần của sự hỗ trợ cho khu vực tư nhân thực sự là một trong những mục tiêu của NAVIS. Đối với NAVIS, đào tạo là trên thực tế dành cho các ngành công nghiệp và công ty và điều quan trọng nhất là tạo ra nhân lực phù hợp để sử dụng trong lĩnh vực định hướng.
Nghiên cứu / Chuyển giao công nghệ và hỗ trợ cho khu vực tư nhân: Hoạt động nghiên cứu là xương của các hoạt động do NAVIS thực hiện miễn là nó phải trở thành một điểm tham khảo thực sự ở cấp khu vực. Trên thực tế, để được công nhận là trọng tâm của sự xuất sắc, Trung tâm nên đạt được và duy trì các tiêu chuẩn nghiên cứu tốt được công nhận ở cấp quốc tế. Điều quan trọng là không chỉ các nhà nghiên cứu Việt Nam đi làm việc ở nước ngoài trong các trung tâm nghiên cứu tiên tiến hoạt động trong lĩnh vực GNSS, nhưng điều quan trọng là các nhà nghiên cứu nước ngoài đến thăm NAVIS để đưa máu mới vào hoạt động của mình. Hoạt động nghiên cứu của NAVIS được xem xét không chỉ từ quan điểm học thuật, mà còn rõ ràng là hướng tới chuyển giao công nghệ vì lợi ích của khu vực sản xuất trong nước và khu vực.
Hỗ trợ cho các cơ quan công cộng: cốt lõi của hoạt động này liên quan đến khả năng NAVIS trở thành chuyên gia tư vấn cho các cơ quan công quyền và các Bộ về những vấn đề có liên quan đến GNSS và các ứng dụng của họ (quy định, tiêu chuẩn, vv). Ở đây, điều quan trọng cần lưu ý là hoạt động như vậy không nên chỉ xem xét hướng tới các nhà chức trách Việt Nam. Vì NAVIS nên giải quyết toàn bộ Đông Nam Á nên chính quyền của các quốc gia khác có thể ít nhất về lâu dài trở thành những người đối thoại của Trung tâm. Hơn nữa, vì sự hợp tác của Trung tâm nên liên quan đến Châu Âu đã thúc đẩy việc thiết lập, điều quan trọng là phải làm việc để đảm bảo rằng NAVIS trở thành điểm tiếp xúc giữa các tổ chức của Chính phủ châu Âu và Đông Nam Châu Á về các vấn đề liên quan đến GNSS.

### Giáo dục và đào tạo
Từ khi thành lập, NAVIS đã tham gia vào giáo dục đại học trong lĩnh vực GNSS tại Đại học Bách khoa Hà Nội. Tại thời điểm này, có rất nhiều nghiên cứu sinh đang nghiên cứu tại NAVIS:

## Nhân sự
Người ở NAVIS có thể thuộc về các nhóm sau:
Hội đồng Hỗ trợ: bao gồm các đại diện của các Tổ chức Hỗ trợ
Ban chấp hành: bao gồm Giám đốc và Phó Giám đốc NAVIS
Ủy ban Khoa học: tại thời điểm này, ủy ban này giống hệt với Hội đồng Hỗ trợ.
Nhân viên thường xuyên: bao gồm nhân viên từ Đại học Bách khoa Hà Nội và các nghiên cứu sinh làm việc tại NAVIS.

## Sản phẩm & Dịch vụ

### Các dịch vụ mà Trung tâm NAVIS có thể cung cấp
Trong suốt những năm qua, Trung tâm NAVIS đã và đang hợp tác trong một số dự án với các viện nghiên cứu quan trọng ở Úc, Châu Âu Nhật Bản và Đông Nam Á và đã thiết lập các liên kết quan trọng và một mạng lưới quan hệ với các cán bộ liên quan của các Bộ và cơ quan khác nhau của Việt Nam tư vấn về các vấn đề liên quan đến lĩnh vực năng lực của mình. Ở cấp khu vực, Trung tâm NAVIS có liên kết tốt, đặc biệt thông qua SCOSA của Uỷ ban Khoa học và Công nghệ ASEAN, các cuộc họp đã được NAVIS quản lý liên tục trong một số lần thông qua năm.
Trung tâm NAVIS sẵn sàng cung cấp các hoạt động hợp tác và hỗ trợ cho các tổ chức công cộng và tư nhân sẵn sàng tận dụng kiến thức chuyên môn và mạng lưới liên lạc của mình để thực hiện các hành động: chuyển giao công nghệ, giáo dục và đào tạo, RTD, nhận thức, hỗ trợ các cơ quan nhà nước.

### Chuyển giao công nghệ
Các dự án và hành động mà Trung tâm NAVIS đang thực hiện thông qua các nguồn tài trợ khác nhau được định hướng phát triển sản phẩm và dịch vụ với tiềm năng kinh doanh thực tiễn.
Trong khuôn khổ cam kết về quyền sở hữu trí tuệ, Trung tâm đã sẵn sàng để tạo thuận lợi cho việc chuyển giao các công nghệ mà nó đang phát triển cho các công ty và ngành công nghiệp sẵn sàng khai thác chúng. Mặc dù Việt Nam rõ ràng là lãnh thổ đầu tiên của hành động này nhưng Trung tâm thực sự đã sẵn sàng hợp tác với các ngành công nghiệp và công ty của các khu vực khác. Trên hết, Trung tâm cũng sẵn sàng tạo điều kiện cho các hoạt động chuyển giao công nghệ và hợp tác có thể được thực hiện bởi các tổ chức châu Âu sẵn sàng nhắm mục tiêu đến Đông Nam Á.
Là một trong 50 người dùng đầu tiên của hệ thống Galileo, NAVIS có chuyên môn tốt về EGNSS và sẵn sàng hỗ trợ chuyển giao công nghệ tuyệt vời này cho người dùng đặc biệt là những người ở khu vực Đông Nam Á.

### Giáo dục và đào tạo
Trung tâm NAVIS sẵn sàng tổ chức các khóa học ngắn hạn, hội thảo, hội thảo và hội nghị về các chủ đề liên quan đến GNSS và GNSS cho bất kỳ loại đối tượng nào, từ công chúng đến kỹ thuật viên lành nghề.
Từ năm 2012, NAVIS đã tổ chức hàng chục khóa học kỹ thuật quốc tế và các trường học mùa hè trong lĩnh vực GNSS cho giới học thuật và công nghiệp. Trong số những hoạt động này, Trường Mùa Hè Quốc tế về "Môi trường Đa GNSS vì sự Phát triển Bền vững" được tổ chức trong khuôn khổ dự án G-NAVIS tại Hội An, từ ngày 9 đến 13 tháng 9 năm 2013 có thể coi là một mô hình tốt cho các hoạt động đào tạo thành công với sự tham gia của các bài giảng và sinh viên đến từ 13 quốc gia. Ngoài ra, các chuyên gia NAVIS cũng đang giảng dạy các khóa học GNSS cho các chương trình ThS / ThS / Kỹ sư tại ĐH Bách khoa Hà Nội. Hầu hết các chương trình được giảng dạy bằng tiếng Anh.

### RTD
Trung tâm NAVIS sẵn sàng thực hiện các dự án RTD trên GNSS và các ứng dụng của nó một cách riêng lẻ cũng như là thành viên của một nhóm các tổ chức / công ty lớn hơn.
Các dự án có thể có cả cấp độ cạnh tranh trước và cạnh tranh. Họ có thể nghiên cứu nhiều hơn hoặc theo định hướng thị trường và sản phẩm hơn (như kiểm tra thiết bị trong môi trường thực tế, kiểm tra giường, thu thập dữ liệu, thử nghiệm thí điểm, v.v.).
Trung tâm NAVIS có thể cung cấp truy cập vào các cơ sở của nó. Nhờ vị trí của nó, Trung tâm được hưởng một tầng điện ly rất năng động và một môi trường đa GNSS có thể được quan tâm đặc biệt trong một vài trường hợp.
Trung tâm NAVIS đã phát triển phần mềm thu thập dữ liệu của riêng mình (NAVISoft) có thể sử dụng và tùy chỉnh để đáp ứng các yêu cầu của điều tra RTD mới và hệ thống định vị chính xác chi phí thấp (NAVISa) có thể được sử dụng để thử nghiệm các ứng dụng khác nhau.
Thông qua mạng lưới quan hệ của mình, NAVIS cũng có thể tìm kiếm các đối tác RTDT trong khu vực và đặc biệt tại Việt Nam và có thể tìm kiếm sự hỗ trợ của Bộ về các bài kiểm tra và nghiên cứu có thể tiến hành trong môi trường Việt Nam thực sự cần thiết cho sự hợp tác với các cơ quan chính phủ.

### Nhận thức
Trung tâm NAVIS có thể tổ chức các sự kiện nhận thức để thúc đẩy công nghệ GNSS và công nghệ EGNSS nói riêng. Sự kiện có thể nhắm mục tiêu đến bất kỳ đối tượng nào. Các liên kết tốt mà Trung tâm NAVIS đã thiết lập với một số Bộ và cơ quan Chính phủ liên quan làm cho nó có thể tổ chức các sự kiện nâng cao nhận thức cho người ra quyết định và các nhà hoạch định chính sách.
Từ năm 2012, NAVIS đã tổ chức nhiều hội nghị, hội thảo và hội thảo ở cấp quốc gia và quốc tế về GNSS, như thể hiện trong phần tin tức / sự kiện.

### Hỗ trợ cho các cơ quan công cộng
Như đã chỉ ra, Trung tâm NAVIS đã thiết lập liên kết tốt với các cán bộ khác nhau của các Bộ và các cơ quan Chính phủ liên quan đến lĩnh vực GNSS. Một mặt, điều này cho phép Trung tâm NAVIS cung cấp tư vấn cho một số cơ quan chức năng của Việt Nam, mặt khác nó cũng giúp NAVIS có thể tiến hành các hoạt động cầu nối, trong lĩnh vực GNSS, giữa các cơ quan chức năng của Việt Nam và các công ty và/hoặc các tổ chức của